# Philippe de Botton
Philippe de Botton, né le 20 mars 1952 à Paris[réf. nécessaire], est un médecin endocrinologue et diabétologue. Il est élu Président de Médecins du Monde lors de l’Assemblée générale de l’ONG en juin 2018.

## Biographie
Avant de commencer une carrière médicale, Philippe de Botton participe, en 1977, comme metteur en scène pour un spectacle de Victor Haïm : Abraham et Samuel au théâtre antique d'Orange.
En 1989, il rejoint Médecins du Monde en tant que bénévole au sein du premier programme d’échange de seringues à Paris. L’objectif de ce programme est alors de réduire les risques de transmission du VIH et des hépatites chez les toxicomanes injecteurs. L'année suivante, il devient membre de l'ONG médicale. De 1994 à 2001, il est responsable de la Mission de réduction des risques dans les Alpes-Maritimes.
Actif sur des missions exploratoires, il est présent en Iran en 2005, en 2006 et durant six années, il est responsable du programme de prise en charge nutritionnelle et dentaire au Burkina Faso, à Haïti en 2010 et en 2013, il accompagne le lancement d’un programme d’accès aux soins en zone rurale en Tunisie.
De 2008 à 2012, il est délégué régional de Médecins du Monde-Provence-Alpes-Côte d'Azur (MDM-PACA),.
Il rejoint par la suite le siège de Médecins du Monde à Paris en intégrant les instances de l’association. Entre 2016 et 2018, il en est le trésorier. 
Philippe de Botton est élu président de l’ONG le 9 juin 2018,,. Il succède au Dr Françoise Sivignon.